# 2022 QE261
2022 QE261 est un objet transneptunien de magnitude absolue 6,14 faisant partie des cubewanos découvert en 2022, mais retrouvé sur des données de 2017.

## Caractéristiques
2022 QE261 mesure environ 280 km de diamètre.